# Aplacòfors

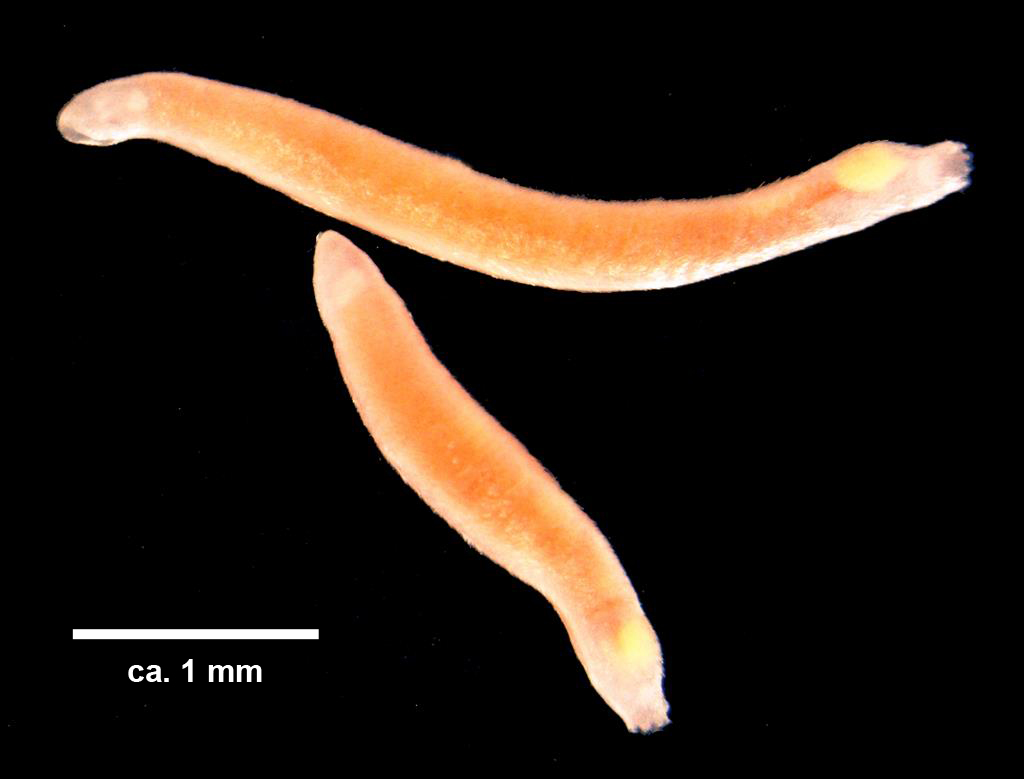
Wirenia argentea (Solenogastes).

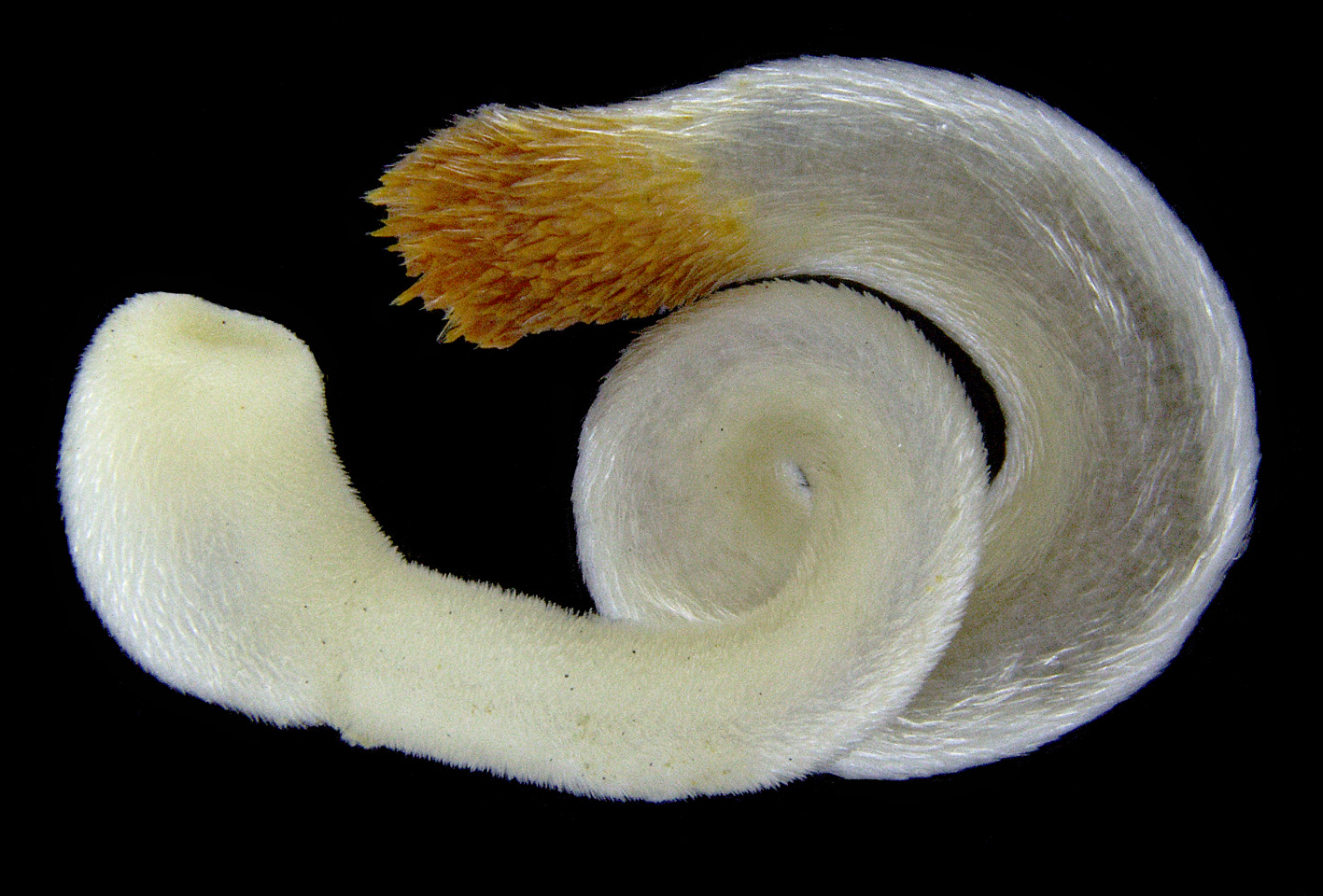
Chaetoderma nitidulum (Caudofoveata).

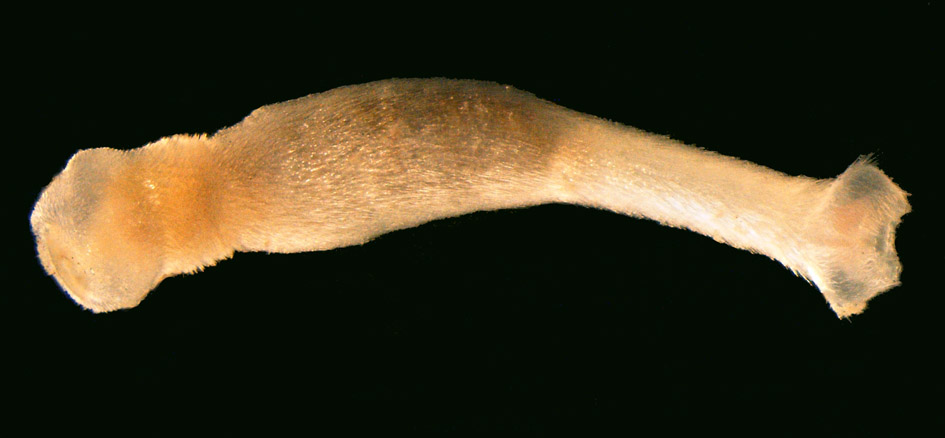
Falcidens crossotus (Caudofoveata).

Els aplacòfors (Aplacophora, gr. "que no porta plaques") són una classe de mol·luscs marins d'aigües profundes, exclusivament bentònics que es troben a tots els oceans del món. Comprèn 432 espècies. Són cilíndrics, similars als cucs i de petites dimensions (no més de 5 cm), per bé que excepcionalment poden assolir els 30 cm. Totes les formes modernes conegudes no tenen closca: només algunes formes primitives extingides posseïen valves. El grup comprèn els dos clades, Solenogastres i Caudofoveata.
Els aplacòfors es consideren tradicionalment ancestrals de les altres classes de mol·luscs. No obstant, la relació entre els dos grups d'aplacòfors i amb les altres classes de mol·luscs no estan clares.

## Història natural
Els caudofoveats solen enterrar-se al substrat, mentre que els solenogastres solen ser epibentònics. Els dos grups són més freqüents en aigües de més de 20 m de fondària, on algunes espècies poden arribar a densitats de fins a quatre o cinc exemplars per metre quadrat. Els solenogastres són típicament carnívors, alimentant-se de cnidaris i de vegades anèl·lids s o d'altres petits organismes, mentre que els caudofoveats són principalment detritívors o s'alimenten de foraminífers.

## Filogènia
Els aplacòfors van ser considerats un grup polifilètic, però estudis més recents basats en filogènia molecular els consideren un clade monofilètic format per dos clades, Solenogastres i Caudofoveata.

## Taxonomia
Els aplacòfors comprenen dos subclasses, Solenogastres (292 espècies) i Caudofoveata (141 espècies) repartides en 28 famílies.
Subclasse Caudofoveata
- Família Chaetodermidae
- Família Falcidentidae
- Família Limifossoridae
- Família Metachaetodermatidae
- Família Prochaetodermatidae
- Família Scutopidae

Subclasse Solenogastres
- Família Acanthomeniidae
- Família Amphimeniidae
- Família Dondersiidae
- Família Drepanomeniidae
- Família Epimeniidae
- Família Gymnomeniidae
- Família Hemimeniidae
- Família Heteroherpiidae
- Família Imeroherpiidae
- Família Lepidomeniidae
- Família Macellomeniidae
- Família Meiomeniidae
- Família Neomeniidae
- Família Perimeniidae
- Família Phyllomeniidae
- Família Proneomeniidae
- Família Rhipidoherpiidae
- Família Rhopalomeniidae
- Família Sandalomeniidae
- Família Simrothiellidae
- Família Strophomeniidae
- Família Syngenoherpiidae